# Burgruine Afing
Die Burgruine Afing (auch Unterkofler-Schlössl) befindet sich auf einem schwer zugänglichen Geländesporn hoch über der Schlucht der Talfer im Sarntal in Südtirol. Die Geschichte der alten Höhenburg, von der sich einige Mauerreste erhalten haben, ist nahezu unbekannt.

## Lage
Die Überreste der Burg liegen auf der orographisch rechten Seite der Talfer auf dem Gemeindegebiet von Jenesien. Dort schiebt sich ein schwer zugänglicher, gratähnlicher Sporn etwa 100 Meter ostwärts Richtung Sarner Schlucht vor, der auf drei Seiten nahezu senkrecht abfällt. Der einfachste Zugang, wenn auch ebenfalls nur mittels Kletterei, bietet sich von Westen her über die felsige Einsattelung zum steilen Berghang. Das nächstgelegene Dorf ist Afing etwa zweieinhalb Kilometer nordwestlich.

## Baulichkeiten

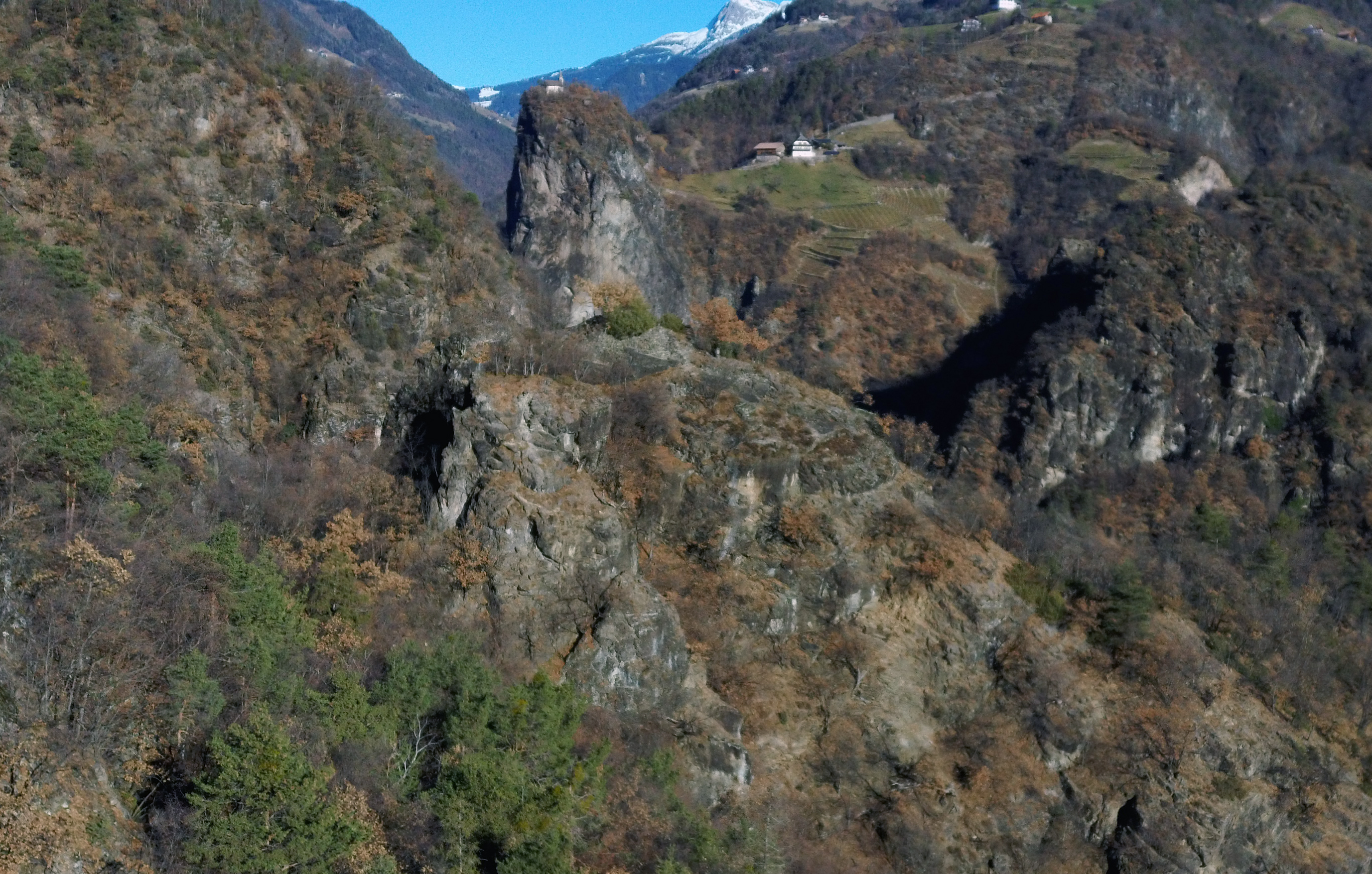
Die Felsköpfe mit den Ruinenresten in der Bildmitte, im Hintergrund der Johanneskofel mit der St.-Johannes-Kapelle

Die noch sichtbaren, teilweise bis zu zwei Meter hohen Mauerreste befinden sich auf zwei kleinen Felsköpfen am Westrand des Geländesporns nahe der Einsattelung. Der nördlichere, etwas höhere Felskopf bietet einem 12 × 8 Meter großen Mauerviereck und einigen weiteren Mörtelmauerresten Platz. Auf dem zweiten Felskopf sind deutlich weniger bauliche Spuren erhalten geblieben, die zudem noch von Abrutschung bedroht sind. Das vorhandene Mauerwerk zeigt sich recht unterschiedlich gearbeitet und besteht aus Bozner Quarzporphyr.

## Forschungsgeschichte
Erste, knappe Erwähnungen der Burgruine finden sich bei Josef Weingartner. In dem 1929 erschienenen dritten Band seines Werks „Die Kunstdenkmäler des Etschlandes“ vermerkte er die Ruine einer verschollenen, kleinen Burg mit einem Vorwerk auf einem schwer zu erkletternden Felsenabsatz unter dem Unterkofler. Dem genannten, oberhalb gelegenen Unterkofler-Hof bei Afing verdankt die Burgruine ihren Alternativnamen Unterkofler-Schlössl. 1931 schilderte Peter Eisenstecken in einem Beitrag zu „verschollenen Burgen“ im Raum Bozen in der Monatszeitschrift für Südtiroler Landeskunde „Der Schlern“ seine Exkursion zu den baulichen Überresten, die auch zur Aufnahme einiger Fotografien genutzt wurde. Im selben Jahrgang veröffentlichte auch Georg von Hepperger einen Bericht über seinen Besuch der Ruine im Jahr 1923 mitsamt einem beigefügten Grundriss. Der Benediktiner Johannes Weiß notierte 1947 Sagen, die eine „arme Seele“ und einen „reichen Schatz“ im Gemäuer verorten.
Aus dem Jahr 1953 stammt die ausführliche Darstellung des Unterkofler-Schlössls, die Georg Innerebner im „Schlern“ publizierte. Der Autor fasste dabei die Forschungsprobleme, die sich bei einer Beschäftigung mit der Ruine ergaben, folgendermaßen zusammen: Die Burg ist heute verschollen und kein Mensch kann heute Kunde geben von ihrer Entstehung, ihren Erbauern und ihrem ehemaligen Zweck; keine Urkunde berichtet von vergangenem Dasein und selbst ihr Name ging verloren. Innerebner stellte in seinem Beitrag eine exakte Lokalisierung, eine topographische Karte des Geländesporn, sowie eine präzise Beschreibung der nach seiner Schätzung weit über 100 m³ Mauerwerk umfassenden Baulichkeiten zur Verfügung. Angesichts der Wasserarmut und Weglosigkeit der Umgebung vermerkte er, dass Lage und Bauaufwand in krassem Gegensatz zueinander stünden. Trotz einiger Zweifel deutete er das Bauwerk als Fluchtburg. In den 1970er Jahren veröffentlichte Otto Eisenstecken, ebenfalls im „Schlern“, zwei ergänzende Aufsätze, die von seiner Entdeckung eines möglichen Schmelzplatzes auf dem südlichen Felskopf und einer Deutung desselben als Windofen berichteten.
Martin Bitschnaus Beitrag im Tiroler Burgenbuch aus dem Jahr 1981 ist der bis dato umfassendste zur Burgruine. Er identifizierte die Gemäuer als Überreste der urkundlich belegten Burg Afing. Diese diente als Sitz der 1214 mit Gottschalk ersturkundlich erwähnten Herren von Afing, welche Ministerialen der Herren von Wangen waren. Die weitgehende Vergessenheit der Ruinenreste und ihres ursprünglichen Namens ist – analog zu den weiter talauswärts liegenden Mauerresten von Walbenstein – der unzugänglichen Lage des Burgplatzes und dem frühen Aussterben beider Geschlechter geschuldet.